# Madagaskar na Mistrzostwach Świata w Lekkoatletyce 2009
Madagaskar na Mistrzostwach Świata w Lekkoatletyce 2009 – reprezentacja Madagaskaru podczas czempionatu w Berlinie liczyła 2 członków.

## Występy reprezentacji Madagaskaru

### Mężczyźni
- Bieg na 110 m przez płotki
  - Joseph-Berlioz Randriamihaja nie ukończył biegu eliminacyjnego

### Kobiety
- Bieg na 1500 m
  - Eliane Saholinirina z czasem 4:16,63 zajęła 35. miejsce w eliminacjach i nie awansowała do kolejnej rundy